# Vanellus senegallus
La pavoncella del Senegal (Vanellus senegallus, Linnaeus, 1766), è un uccello della famiglia dei Charadriidae.

## Sistematica
Vanellus senegallus ha tre sottospecie:
- Vanellus senegallus lateralis
  - Vanellus senegallus solitaneus sottospecie occidentale di V. s. lateralis
- Vanellus senegallus major
- Vanellus senegallus senegallus

## Distribuzione e habitat
La sottospecie V. s. lateralis vive nel Repubblica del Congo meridionale, Angola, Repubblica Democratica del Congo meridionale, Uganda meridionale, Burundi, Ruanda, Tanzania, Mozambico, Malawi, Zambia, Zimbabwe, Botswana, eSwatini e Sudafrica. V. s. major vive in Eritrea e Etiopia. V. s. senegallus vive in Senegal e Gambia, Mauritania, Burkina Faso, Camerun, Costa d'Avorio, Gabon, Ghana, Guinea, Guinea-Bissau, Repubblica Centrafricana, Kenya, Liberia, Mali, Niger, Nigeria, Sierra Leone, Ciad, Sudan, Togo, Repubblica Democratica del Congo e Uganda settentrionali; È di passo in Somalia.